# 도시다 유세이
도시다 유세이(일본어: 土信田 悠生, 1999년 7월 23일~)는 일본의 축구 선수이다.

## 구단 경력
그는 2022년 J2리그의 로아소 구마모토에 입단했다. 2023년까지 48경기에 출전하여, 2득점을 넣었다. 2024년 J3리그의 츠바이겐 가나자와로 이적했다.